# Un mattino di gioia
Un mattino di gioia (Joy in the Morning) è un romanzo umoristico del 1946 dello scrittore inglese Pelham Grenville Wodehouse.

## Storia editoriale
Il titolo originale (Joy in the Morning) proviene dal versetto 30,5 dei Salmi nella Bibbia di re Giacomo, la traduzione in lingua inglese della Bibbia («weeping may endure for a night, but joy cometh in the morning»: «il pianto può durare una notte, ma la gioia viene al mattino»). La citazione biblica è fatta da Jeeves poco dopo l'inizio del romanzo.
Wodehouse ha iniziato a scrivere Un mattino di gioia a Le Touquet, in Francia, prima dell'internamento da parte dell'autorità tedesca occupante nel 1940. Ha continuato a scrivere il romanzo in Germania, dopo che sua moglie Ethel raggiunse il marito a Berlino portando con sé il manoscritto incompiuto. Il manoscritto fu quindi completato a Degenershausen, un piccolo villaggio dell'Harz.
Un mattino di gioia fu pubblicato per la prima volta in volume negli Stati Uniti il 22 agosto 1946 dall'editore Doubleday & Co.. Fu pubblicato nel Regno Unito solo l'anno successivo, il 2 giugno 1947, da Herbert G. Jenkins. In Italia il volume fu pubblicato dapprima dall'editore Federico Elmo col titolo La gioia è col mattino, poco tempo dopo la prima edizione britannica; altre edizioni furono preparate alcuni decenni dopo, col titolo Un mattino di gioia, dalle case editrici Mursia e Polillo.

## Trama
Il romanzo si apre con un breve flashforward: Bertie Wooster e il suo erudito valletto Jeeves ritornano a Londra dopo un sgradevole soggiorno a Bumpleigh Hall. Bertie, l'io narrante, osserva che c'è un'espressione, qualcosa sulla gioia dopo un periodo minaccioso come quello trascorso, e Jeeves completa la citazione biblica dal Salmo 30,5.. Bertie quindi procede a narrare gli eventi accaduti in precedenza.
Jeeves vorrebbe andare in vacanza nel villaggio di Steeple Bumpleigh per dedicarsi alla pésca; Bertie si oppone perché in quel villaggio risiede abitualmente la famiglia della sua temibile zia Agatha (il marito, l'irascibile Lord Worplesdon, e i figliastri, l'intellettuale marxista Florence e l'adolescente boy scout Edwin). In una libreria, dove intende acquistare una nuova edizione delle opere di Spinoza da regalare a Jeeves, Bertie incontra Florence, la quale fraintende e pensa che Bertie stia acquistando le opere di Spinoza per migliorare la propria cultura. Poco dopo Bertie incontra D'Arcy Cheesewright detto "Stilton", un suo ex compagno di università, e scopre che è il nuovo fidanzato di Florence. Nel frattempo Lord Worplesdon chiede consiglio a Jeeves su come organizzare un incontro riservato con Chichester Clam, un uomo d'affari americano; Jeeves suggerisce di utilizzare una casa di campagna (chiamata "Wee Nooke") che i Worplesdon possiedono a Steeple Bumpleigh, dove per copertura potrebbero alloggiare anche Bertie e Jeeves. Bertie è furioso con Jeeves, ma si calma quando scopre che zia Agatha non sarà presente a Steeple Bumpleigh. Poco dopo, infatti, zia Agatha telefona a Bertie per informarlo della sua assenza da Steeple Bumpleigh e per ordinargli di ritirare in un'oreficeria una spilla che dovrà essere consegnata l'indomani come regalo di compleanno da parte sua a Florence, la sua figliastra.
Il soggiorno di Bertie a Steeple Bumpleigh non sarà tranquillo: Stilton è geloso di Bertie, lo minaccia di violenze fisiche; contemporaneamente Florence manifesta un pericoloso ritorno di fiamma per Bertie col rischio, per Bertie, di contrarre un indesiderato matrimonio. A Steeple Bumpleigh, inoltre, vi è una coppia di innamorati che Bertie intende aiutare: l'ingenua Zenobia, detta "Nobby", e l'eccentrico scrittore George Webster Fittleworth detto "Boko", il quale non è considerato un buon partito da Lord Worplesdon, il severo tutore di Nobby. Infine c'è Edwin, fratello adolescente di Florence, un boy scout che combina i guai più spaventosi quando vuol compiere la sua buona azione giornaliera. Col passar del tempo, la situazione diventa sempre più intricata, complessa e pericolosa per Bertie. Ma naturalmente Jeeves riuscirà a risolvere tutto per il meglio: Lorence e Stilton si riconciliano, Lord Worplesdon darà il consenso alle nozze fra Nobby e Boko. Senza alcun motivo per restare a Steeple Bumpleigh, Bertie e Jeeves ritornano precipitosamente a Londra in automobile. Bertie cerca di ricordare un'espressione che gli sembrava riassumesse gli eventi recenti, ma non riesce a ricordarla («C'entra con la gioia»); poi si accorge di aver già raccontato tutto ciò all'inizio del romanzo.

## Personaggi
Bertie Woosterl'io narrante. Come nelle precedenti opere di Wodehouse, Bertie è un giovin signore tollerante, consapevole della superiorità intellettuale di Jeeves, fedele alle amicizie (si prodiga per aiutare disinteressatamente l'amore fra Nobby e Boko), allergico al matrimonio, ma ligio a un codice etico-cavalleresco che gli impedisce di smentire una giovane donna che affermi di essere oggetto del suo amore.
Jeevesimpassibile e geniale valletto di Bertie Wooster. Come al solito Jeeves è molto colto: sono presenti nel romanzo numerose citazioni dalla Bibbia, da Shakespeare, Marlowe, Keats, Browning, Burke, ecc. o espressioni in lingua latina («nolle prosequi» o «rem acu tetigisti») che diventano poi ricorrenti nel linguaggio di Bertie.
Agatha Cray Lady Worplesdon, nata WoosterZia paterna di Bertie Wooster, altezzosa e prepotente, detestata dal nipote Bertie. Vedova del primo marito Spenser Gregson, dal quale ha avuto il figlio Thomas Gregson, zia Agatha ha sposato di recente il suo ex spasimante Percy Craye, conte di Worplesdon, anch'egli vedovo.
Percival Craye (detto "Percy"), poi conte di Worplesdonmarito di Lady Agatha, e quindi zio acquisito di Bertie, è arrogante, prepotente e violento, «il peggior carattere di tutto il paese».
Florence Crayeè un personaggio ricorrente nelle storie di Bertie e Jeeves. Amante della cultura, autrice del romanzo sociale Lo spendaccione, Florence frequenta solo intellettuali impegnati e ambiziosi. I suoi ex fidanzati sono numerosi; in questo romanzo: Bertie, Stilton Cheesewright e Boko Fittleworth.
Edwin Crayefiglio di Lord Worplesdon e fratello di Florence, è un quattordicenne boy-scout in cerca di buone azioni quotidiane da eseguire che, nonostante le migliori intenzioni, si risolvono in terrificanti catastrofi.
D'Arcy Cheesewright (detto "Stilton")Ex compagno di università di Bertie, membro del Drones Club, sportivo, muscoloso, fidanzato di Florence, con tendenze alla violenza fisica per gelosia. In questo romanzo è un poliziotto; Florence però preferirebbe che entrasse in politica.
George Webster Fittleworth (detto Boko)buon amico di Bertie, membro del Drones Club, scrittore di successo, veste in modo trasandato «dando complessivamente l'immagine di uno che se n'è stato fuori tutta la notte sotto la pioggia in un bidone di immondizia». Nonostante l'indipendenza economica, nell'opinione di Lord Worplesdon, Boko non incarna il prototipo del buon partito.
Zenobia Hopwood (detta "Nobby")fidanzata di Boko Fittleworth, pupilla di Lord Worplesdon, non può contrarre matrimonio senza il consenso del suo tutore. Nobby è una cara amica di Bertie e nel romanzo svolge spesso il ruolo del messaggero, di chi trasmette a Bertie informazioni riguardanti un altro personaggio.

## Critica
Fin dal suo apparire il romanzo ha ricevuto recensioni molto positive. Per alcuni studiosi di Wodehouse, per es. per Richard Usborne, Un mattino di gioia è il miglior romanzo di Wodehouse. Per il linguista Robert Anderson Hall, la maggior fonte di ilarità e segno distintivo dello stile di Woodehouse è il linguaggio: l'incoerenza fra lo status dei personaggi e il loro registro linguistico; l'arte della similitudine (paragoni, ipotesi, metafore) che, invece di creare un rapporto di somiglianza fra i termini, come vuole la figura semantica, esprime analogie e contrapposizioni spesso insensate fra elementi eterogenei.
Colpisce, in questo romanzo, la futilità della trama e la leggerezza dello stile di Wodehouse rispetto alle drammatiche situazioni storiche in cui fu composto (deportazione di Wodehouse, campo di concentramento e poi detenzione in Germania, accuse rivolte all'autore di collaborazionismo, se non di tradimento). Il romanzo sembra ambientato nei primi anni del XX secolo. In una lettera del 7 marzo 1946 indirizzata al suo amico William "Bill" Townend, Wodehouse scrive che «i miei materiali sono obsoleti dal 1914, ma nessuno sembrava preoccuparsene». Riprende questi stessi concetti in una lettera del 10 aprile 1946 allo scrittore Compton Mackenzie nella quale ribadisce che i suoi romanzi, ambientati in sontuose case di campagna con servitù e maggiordomi, sono obsoleti e da intendersi ormai come romanzi storici.  Gli stessi concetti peraltro sono espressi anche nella "Prefazione" a Un mattino di gioia: «Il mondo che descrivo da sempre è sempre stato un microcosmo. (...) Adesso non è nemmeno più un microcosmo, è inesistente; s'è dissolto al vento ed è scomparso come Ninive e Tiro (...) i miei sono romanzi storici». Commenta lo storiografo Lucio Villari: «Materiali apparentemente ripetitivi, ma in realtà "storici" proprio perché attraverso l'apparente inattualità di maggiordomi, ghette, garbate signorine da sposare e buone maniere di gentiluomini, (...) esce fuori, in speculare trasparenza storica, il Novecento». Sempre per Lucio Villari, questo romanzo «sembra una commedia travestita, dove il dialogo prende decisamente il sopravvento sulla descrizione. (...) Non vi sono rumori perché non vi sono oggetti meccanici o tecnologici che possono provocarli (...) È quindi un silenzio politico e polemico nei confronti del mondo contemporaneo».

### Edizioni

#### Originali
- (EN) Joy in the Morning, 1ª ed., New York, Doubleday, Doran & Company Inc., 1946.
- (EN) Joy in the Morning, 1ª ed., London, Jenkins, 1947.

#### Traduzioni
- La gioia è col mattino [Joy in the Morning], traduzione di Giorgio Monicelli, prefazione di George Orwell, 1ª ed., Milano, F. Elmo, 1948.
- Un mattino di gioia [Joy in the Morning], traduzione di Sandra Campagna Ponzetto, presentazione di Lucio Villari, 1ª ed., Milano, Mursia, 1990, ISBN 88-425-0383-5.
- Un mattino di gioia [Joy in the Morning], traduzione di Tracy Lord, 1ª ed., Milano, Polillo, 2006, ISBN 88-8154-222-6.

### Fonti critiche
- (EN) Nigel Cawthorne, A Brief Guide to Jeeves and Wooster, London, Constable & Robinson, 2013, ISBN 978-1-78033-824-8.
- (EN) Frances Donaldson, P.G.Wodehouse: The Authorised Biography, collana Allison & Busby twentieth century classics, London, Allison & Busby, 1992  [1982], ISBN 978-0-74900-175-9.
- Robert A., Jr. Hall, The Comic Style of P. G. Wodehouse, Hamden, Archon Books, 1974, ISBN 0-208-01409-8.
- (EN) Robert McCrum, Wodehouse – A Life, New York, Penguin Viking, 2004, ISBN 978-0-39332-751-9.
- (EN) Eileen McIlvaine, Louise S. Sherby e James H. Heineman, P. G. Wodehouse: A Comprehensive Bibliography and Checklist, New York, James H. Heineman Inc., 1990, ISBN 978-0-87008-125-5.
- (EN) Richard Usborne, Wodehouse at Work, London, Herbert Jenkins, 1961, ISBN 978-0-25766-439-2.
- Lucio Villari, Presentazione, in P. G. Wodehouse, Un mattino di gioia, Milano, Mursia, 1990, ISBN 88-425-0383-5.
- P. G. Wodehouse, P. G. Wodehouse: A Life in Letters, a cura di Sophie Ratcliffe, New York, W. W. Norton & Company, 2013, ISBN 978-0786422883.